# Albert von Schrabisch
Albert Friedrich Ernst Karl von Schrabisch (* 1. August 1804 in Kreuzburg; † 16. April 1865 in Deutz) war ein preußischer Generalleutnant.

## Leben

### Herkunft
Albert war ein Sohn des preußischen Sekondeleutnants der Oberschlesischen Füsilier-Brigade Johann Georg Friedrich von Schrabisch (1773–1809) und dessen Ehefrau Helene Johanna Friederike, geborene von Gordon, verwitwete von Salisch. Alexander (1813–1858) wurde ebenfalls preußischer Offizier und brachte es zum Kapitän.

### Militärkarriere
Nach dem Besuch des Berliner Kadettenhauses wurde Schrabisch am 28. Juli 1821 als Portepeefähnrich dem 11. Infanterie-Regiment der Preußischen Armee überwiesen. Er avancierte bis Ende März 1822 zum Sekondeleutnant und war ab Oktober 1830 für ein Jahr als Erzieher zum Kadettenhaus in Berlin kommandiert. 1832 wurde Schrabisch Bataillonsadjutant und in dieser Eigenschaft 1834/38 zum II. Bataillon im 11. Landwehr-Regiment kommandiert. Ende März 1840 stieg er zum Premierleutnant auf und war 1841/42 als Kompanieführer erneut zum 11. Landwehr-Regiment kommandiert. Daran schloss sich eine Kommandierung als Adjutant der 11. Landwehr-Brigade an. Mit der Beförderung zum Hauptmann wurde Schrabisch am 12. Dezember 1844 zum Kompaniechef ernannt.
Am 16. April 1850 folgte als Major seine Versetzung in die Adjutantur und die Kommandierung als Adjutant beim Generalkommando des VI. Armee-Korps. Von dort kam er am 4. Mai 1854 als Kommandeur des Füsilier-Bataillons in das 19. Infanterie-Regiment und stieg Mitte Juli 1855 zum Oberstleutnant auf. Am 3. Juli 1858 beauftragte man ihn zunächst mit der Führung des 39. Infanterie-Regiments und ernannte ihn am 22. November 1858 unter Beförderung zum Oberst zum Regimentskommandeur. Mit der Beförderung zum Generalmajor wurde Schrabisch am 18. Oktober 1861 zu den Offizieren von der Armee versetzt und im Dezember mit dem Orden der Eisernen Krone II. Klasse sowie dem Komturkreuz II. Klasse des Verdienstordens Philipps des Großmütigen mit Schwertern ausgezeichnet.
Schrabisch erhielt am 14. Januar 1862 das Kommando über die 30. Infanterie-Brigade in Köln und in dieser Eigenschaft wurde er anlässlich des Ordensfestes zwei Jahre später mit dem Roten Adlerorden II. Klasse mit Eichenlaub ausgezeichnet. Unter Verleihung des Charakters als Generalleutnant stellte man ihn am 11. Februar 1865 mit Pension zur Disposition. Er starb kurze Zeit später am 16. April 1865 in Deutz.

### Familie
Schrabisch heiratete am 8. Juni 1843 in Baumgarten Ida Elisabeth Amalie Marie von Schickfuß und Neudorff (1820–1866). Die Tochter Hedwig (* 1844) heiratete 1868 den Hauptmann der Artillerie Hugo von der Lochau (* 1835).